# Don't U
Don't U es el tercer y último sencillo de Era extraído del álbum Era 2.
La carátula del sencillo es un fotograma del video de Mother en tonos blancos con un par de plumas de ave en la parte inferior y es el primer sencillo que no cuenta con video.

## Listado
- CD maxi sencillo

1. Single edit — 3:17
2. A cappella version — 3:38
3. Album version — 3:52
4. Medley TV — 4:20

- CD sencillo

1. Single edit — 3:17
2. Album version — 3:52

- Datos: Q25536813